# Edifici nella regione IV (Ostia)

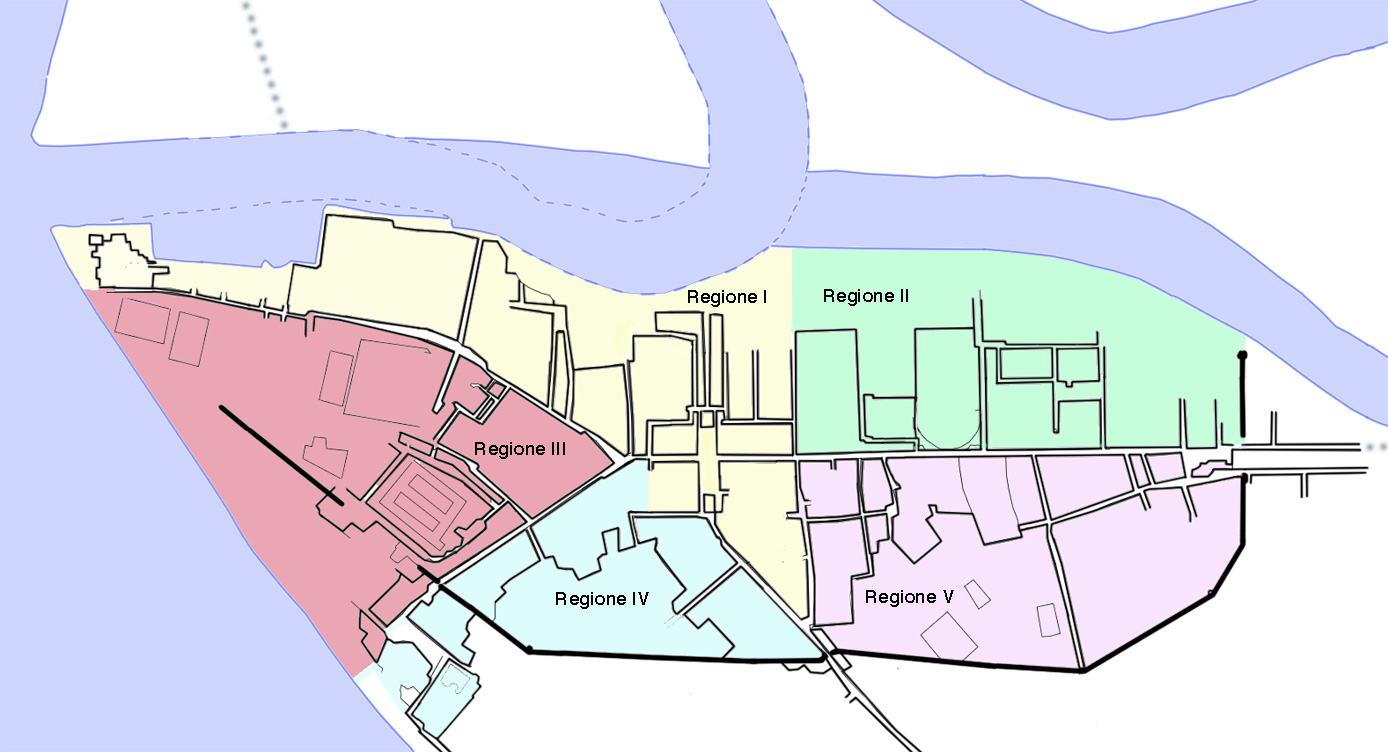
Suddivisione della città antica in regioni

Ostia, analogamente a Roma che in età augustea era suddivisa in 14 regioni, era suddivisa in almeno 5 regioni, delle quali non si conoscono esattamente l'estensione o i confini. L'attuale identificazione delle regioni è quella ipotizzata dall'archeologo Guido Calza nel 1924, sulla base di un'iscrizione di epoca imperiale (CIL XIV, 352), oggi conservata nei Musei Capitolini. 
La regione IV comprende il settore meridionale della città, tra il tratto occidentale del decumano massimo e il tratto meridionale del cardine massimo, confinando con la regio V ad est, la regio I a nord e la regio III ad ovest.

## Elenco
Di seguito la descrizione degli edifici presenti nella regio.
| Isolato  | Isolato | Edifici     | Edifici                                         | Edifici | Fotografie                                     | Fotografie |
| IV,I     | NE: cardine massimo S: mura del I secolo a.C. NO: limite interno                                                   | IV,I,1      | Tempio della Magna Mater                        | Il tempio si trova all'estremità sud ovest della vasta area nota come Campo della Magna Mater. Si tratta di un piccolo tempio edificato su di un podio in opus latericium, costituito da un'unica cella, preceduta da un pronao a quattro colonne. Di fronte al tempio c'è un grande altare in muratura. | Scala di accesso e podio                       |            |
| IV,I     | NE: cardine massimo S: mura del I secolo a.C. NO: limite interno                                                   | IV,I,2      | Porticato                                       | Porticato largo 4,50 metri, che corre a sud del Campo della Magna Mater, lungo la cinta muraria repubblicana. Il porticus ha colonne in mattoni, mentre pilastri in mattoni con opus mixtum erano addossati al muro. | Resti del porticato                            |            |
| IV,I     | NE: cardine massimo S: mura del I secolo a.C. NO: limite interno                                                   | IV,I,3      | Santuario di Attis                              | Il Santuario di Attis, o Attideum. è situato sul lato est del Campo della Magna Mater. Il santuario fu aggiunto nel terzo quarto del III secolo d.C. , con l'ingresso fiancheggiato da due semicolonne con grandi rilievi in marmo di Pan, ciascuno con una zampogna da pastore a sei canne e un bastone da pastore. | Santuario di Attis                             |            |
| IV,I     | NE: cardine massimo S: mura del I secolo a.C. NO: limite interno                                                   | IV,I,4      | Tempio di Bellona                               | Il tempio di Bellona è un sacello dedicato alla dea italica Bellona a Ostia. Si trova sul lato orientale del "Campo della Magna Mater" , ed è costituito da un piccolo edificio con cella preceduta da due colonne (il tutto in laterizio), sopraelevato di tre gradini. L'interno presentava pareti affrescate e un pavimento in mosaico bianco con soglia in marmo e sul fondo un basso podio. | Tempio di Bellona                              |            |
| IV,I     | NE: cardine massimo S: mura del I secolo a.C. NO: limite interno                                                   | IV,I,5      | Schola degli Hastiferi                          | La sede degli Hastiferi, i portatori di lancia, si trova sul lato orientale del Campo della Magna Mater, sul lato opposto al Tempio di Bellona, a cui erano devoti. L'ingresso ha un portico con cinque gradini in e due colonne, tutto in marmo. La sede è composta da una sala quadrata di circa 5,50 x 5,50 metri per lato, con basi in muratura poste contro il muro di fondo. Il pavimento e le pareti erano decorati con opus sectile. | Schola degli Hastiferi                         |            |
| IV,I     | NE: cardine massimo S: mura del I secolo a.C. NO: limite interno                                                   | IV,I,6      | Fossa sanguinis                                 | La Fossa del Sangue, al lato del Tempio di Bellona, era usata per il sacrificio del toro. Due gradini tra pilastri in mattoni conducono a un pavimento in opus spicatum; da lì una stretta scala con gradini in travertino conduce a una piccola stanza sotterranea, con una volta sul retro. I fori indicano che questa stanza era coperta da una grata. | La fossa                                       |            |
| IV,I     | NE: cardine massimo S: mura del I secolo a.C. NO: limite interno                                                   | IV,I,7      | Sacello                                         | Questo sacello, dedicato a una divinità sconosciuta, che si trova lateralmente rispetto all'Attideum, è costituito da un'area aperta, circondata da un muro di mattoni, al cui centro si trova un altare di tufo. |                                                |            |
| IV,I     | NE: cardine massimo S: mura del I secolo a.C. NO: limite interno                                                   | IV,I,8      | Sacello                                         | Il sacello, vicino all'altro (IV, I, 7) e anche questo dedicato ad una divinità sconosciuta, presenta un'anticamera con pilastri in mattoni e un mosaico geometrico bianco e nero, e una cella in opus reticulatum e latericium. | Sacello visto verso il Cardo massimo           |            |
| IV,I     | NE: cardine massimo S: mura del I secolo a.C. NO: limite interno                                                   | IV,I,9      | Botteghe                                        | Lungo il percorso del cardo massimo sul lato nord-est del Campo della Magna Mater c'è una fila di botteghe, dove si trovava l'ingresso con frontone che conduceva al campo. I fori nella soglia mostrano che l'ingresso poteva essere chiuso. Dietro l'ingresso c'è un vestibolo con panche lungo i lati. Il pavimento è costituito da una rampa coperta con opus spicatum, che scende verso il campo. Presumibilmente la rampa facilitava l'arrivo e la partenza dei carri come parte delle processioni. |                                                |            |
| IV,I     | NE: cardine massimo S: mura del I secolo a.C. NO: limite interno                                                   | IV,I,10     | Edifici                                         | Lungo il lato nord-occidentale del Campo della Magna Mater sono presendi alcune stanze, costrutire in diverse epoche, di cui si ignora l'utilizzo. |                                                |            |
| IV,II    | NE: cardine massimo NO: via della Caupona SO: area non scavata limite interno (campo della Magna Mater             | IV,II,1     | Terme del Faro                                  | Le Terme del Faro, che prendono il loro nome da un grande mosaico bianco e nero con scene marine e la raffigurazione di un faro al centro, si trovano sul cardo maximus nella parte meridionale della città. Di particolare pregio le decorazioni mosaicali e alcuni affreschi, tra cui quello dove è raffigurato il mito di Europa che cavalca il toro (Zeus). | Affresco di Europa che cavalca il toro         |            |
| IV,II    | NE: cardine massimo NO: via della Caupona SO: area non scavata limite interno (campo della Magna Mater             | IV,II,2-4   | Portico e caseggiato dell'Ercole                | Questo complesso è incentrato su una piazza centrale interna pavimentata con blocchi di basalto. L'edificio è il Portico di Ercole lungo il Cardo meridionale, su cui si trpvano gli ingressi di più di una decina di locali. La cosiddetta Casa di Ercole si trova invece all'interno che fiancheggia la piazza. | Caseggiato                                     |            |
| IV,II    | NE: cardine massimo NO: via della Caupona SO: area non scavata limite interno (campo della Magna Mater             | IV,II,5     | Caseggiato                                      | Edificio che ha l'unico ingresso sulla piazza interna al caseggiato dell'Ercole, con diversi stanze, forse parte di un unico appartamento. In una stanza si possono vedere resti di affresco, dove su uno sfondo bianco sono raffigurati un'edicola gialla, una ghirlanda gialla e un rettangolo rosso con un lato curvo. | Caseggiato                                     |            |
| IV,II    | NE: cardine massimo NO: via della Caupona SO: area non scavata limite interno (campo della Magna Mater             | IV,II,6     | Caupona del Pavone                              | La caupona, o popina, assimilabile alla moderna osteria, destinata agli residenti della zona meridionale della città, si apriva sul Cardo Massimo. Aveva il bancone in fondo all'edificio, ed è nota soprattutto per gli eleganti affreschi che la arredavano. | Resti di un affresco                           |            |
| IV,II    | NE: cardine massimo NO: via della Caupona SO: area non scavata limite interno (campo della Magna Mater             | IV,II,7     | Caseggiato                                      | Edificio con ambienti abitativi su tre lati di un cortile centrale con al centro una vasca, uno dei quali con fontana, e botteghe lungo la via della Caupona. |                                                |            |
| IV,II    | NE: cardine massimo NO: via della Caupona SO: area non scavata limite interno (campo della Magna Mater             | IV,II,8     | Caseggiato                                      | Edificio solo parzialmente indagato, con due botteghe lungo la via della Caupona e due gruppi di stanze ai due lati di un corridoio. |                                                |            |
| IV,II    | NE: cardine massimo NO: via della Caupona SO: area non scavata limite interno (campo della Magna Mater             | IV,II,9-10  | Caseggiato                                      | Diversi abitazioni intorno ad una piazza non pavimentata, raggiungibile dalla piazza interna del caseggiato dell'Ercole. |                                                |            |
| IV,II    | NE: cardine massimo NO: via della Caupona SO: area non scavata limite interno (campo della Magna Mater             | IV,II,11    | Mitreo degli Animali                            | Il Mitreo degli Animali fu scavato da Carlo Ludovico Visconti nel 1867. Era addossato al muro che circondava il Campo della Magna Mater, in una sala con tre file di pilastri e pilastri in mattoni. Si entrava nel santuario attraverso due aperture tra i pilastri. Accanto all'altare c'è un ingresso secondario. I podi sono stati trovati solo nella parte posteriore, di fronte all'altare, addossato al muro di fondo. Tutta la struttura era rivestita di marmo bianco. Sul pavimento, tra i pilastri e i podi, c'è un mosaico bianco e nero, con cinque raffigurazioni, da sud a nord: - Un uomo nudo, che tiene in mano un coltello da potatura e una specie di pala. Alcune tessere bianche suggeriscono che quest'ultimo oggetto sia perforato. Un simbolo simile si trova nel Mitreo di Felicissimo, dove si riferisce al grado Leo. Era usato per trasportare il fuoco. - Un gallo, che annuncia il mattino, attributo di Cautes, e un corvo, l'araldo di Mitra e un grado di iniziazione (corax). - Uno scorpione, che nei rilievi attacca i testicoli del toro che viene ucciso da Mitra. - Un serpente con un pettine, nei rilievi che beve il sangue del toro. - La testa e la coda del toro, e davanti alla testa parte di un coltello (metà del quale manca, come se fosse nel collo del toro). Vicino all'altare è stata trovata una testa di Mitra con berretto frigio. Nel berretto ci sono dei fori per i raggi metallici, quindi Mitra è raffigurato come Sol Invictus. Inoltre è stata trovata una testa di Sol-Helios, con sette fori per i raggi. | Mitreo                                         |            |
|          | | IV,II,12-14 | Caseggiato                                      | Diversi abitazioni intorno ad una piazza non pavimentata, raggiungibile dalla piazza interna del caseggiato dell'Ercole. |                                                |            |
| IV,III   | NE: cardine massimo NO: passaggio interno SO: area non scavata SE: via della Caupona                               | IV,III,1    | Domus delle Colonne                             | Alla Domus delle Colonne, costruita negli anni 230-240 d.C., si accedeva dal tratto meridionale del Cardo Maximus. Fu costruita negli anni 230-240 d.C.. La Domus ruota intorno al cortile pavimentato con marmo, con un pozzo ed un ninfeo La maggior parte del corridoio attorno al cortile è pavimentato con un mosaico policromo di dischi e linee, fatto di grandi tessere irregolari. Intorno al cortile ci sono pilastri in mattoni, tra i quali sono stati costruiti bassi muri in opus vittatum. La stanza principale di rappresentanza, dove trovava posto il triclinio, si trovava nella parte meridionale dell'edificio, ed aveva un'ampia apertura sul cortile interno. Quattro stanze della parte posteriore della domus erano riscaldate. Tra gli oggetti trovati nell'edificio ci sono una piccola statua di Diana e un rilievo con una ninfa. | Colonne che danno il nome alla domus           |            |
| IV,III   | NE: cardine massimo NO: passaggio interno SO: area non scavata SE: via della Caupona                               | IV,III,2    | Botteghe                                        | Fila di botteghe sul passaggio interno che si diparte dal cardine massimo. |                                                |            |
| IV,III   | NE: cardine massimo NO: passaggio interno SO: area non scavata SE: via della Caupona                               | IV,III,3    | Domus dei Pesci.                                | La domus prende il nome dal mosaico del vestibolo della casa, dove è rappresentato un calice con un pesce, per alcuni studiosi un simbolo cristiano. L'edificio si sviluppa intorno ad un cortile, porticato per metà del suo perimetro, su cui si affaccia direttamente la stanza pubblica di rappresentanza. La domus era imprezziosita da affreschi e marmi policromi. | Domus dei pesci                                |            |
| IV,III   | NE: cardine massimo NO: passaggio interno SO: area non scavata SE: via della Caupona                               | IV,III,4    | Domus di via della Caupona                      | La Casa, di modesta rilevanza, fu costruita in vittatum negli anni intorno al 270-275 d.C. Di fronte all'ingresso c'è un portico costituito da due pareti laterali con panche all'interno. L'ambiente più rilevante era il vestibolo, pavimentato con un mosaico geometrico bianco e nero, con pareti dipinte. | Mosaico nel vestibolo                          |            |
| IV,III   | NE: cardine massimo NO: passaggio interno SO: area non scavata SE: via della Caupona                               | IV,III,5    | Domus                                           | Domus scarsamente conservata e indagata. |                                                |            |
| IV,IV    | NE: cardine massimo N: via del Tempio rotondo O: via di Iside e area non scavata SE: passaggio interno             | IV,IV,1     | Ninfeo degli Eroti                              | Il Ninfeo degli Eroti è una stanza chiusa, quasi quadrata (8,00 x 8,00), a cui si accedeva da est, dal Cardo Maximus, costruito nel primo quarto del V secolo d.C. in opus latericium e vittatum. Quattro pilastri angolari suggeriscono una volta a crociera. Le pareti e i pavimenti erano decorati con marmo bianco. Al centro della stanza c'è una vasca di marmo, contenente una vasca a forma di ciotola su un piedistallo. Nelle pareti laterali ci sono nicchie rettangolari, vicino alle quali sono state trovate statue di Eros con un arco. | Ninfeo degli Eroti                             |            |
| IV,IV    | NE: cardine massimo N: via del Tempio rotondo O: via di Iside e area non scavata SE: passaggio interno             | IV,IV,2     | Domus della Nicchia a mosaico                   | La sua origine è datata tra il 50 e il 40 a.C., con strutture in opus reticulatum con blocchi di tufo. Alcune modifiche posteriori dovrebbero risalire alla seconda metà del secolo II d.C. e deve il nome ad una pseudo-edicola, forse della seconda metà del secolo II. L'arco di contorno e l'interno della nicchia sono decorati con conchiglie, ciottoli di fiume (colorati in rosso) e paste vitree blu. Nella nicchia si trova oggi una statua femminile trovata sul cardus davanti all'edificio. | Domus delle Nicchia a Mosaico                  |            |
| IV,IV    | NE: cardine massimo N: via del Tempio rotondo O: via di Iside e area non scavata SE: passaggio interno             | IV,IV,3     | Domus di Giove Fulminatore                      | Una delle più grandi domus di Ostia, ed una delle più antiche, di impianto repubblicano. Deve il nome ad un'iscrizione ancora visibile in un piccolo altare di marmo, situato nel tablinio (sala da pranzo): ΔΙΙ / ΚΑΤΑΙ / ΒΑΤΗΙ, ossia "A Giove Discendente (con fulmini e tuoni)". | Mosaico della domus di Giove fulminatore       |            |
| IV,IV    | NE: cardine massimo N: via del Tempio rotondo O: via di Iside e area non scavata SE: passaggio interno             | IV,IV,4     | Latrina                                         | Latrina pubblica rialzata di circa 70 cm sopra il livello stradale. Lungo tre pareti ci sono sedili, per i quali sono stati riutilizzati sarcofagi di marmo e iscrizioni funerarie. | Forica                                         |            |
| IV,IV    | NE: cardine massimo N: via del Tempio rotondo O: via di Iside e area non scavata SE: passaggio interno             | IV,IV,5     | Ninfeo                                          | Il ninfeo fu costruito in epoca traianea o poco dopo (opus latericium). È costituito da un'esedra semicircolare con cinque nicchie per statue, con lati sporgenti. Nella nicchia centrale semicircolare è stato collocato un calco di una Venere nuda. L'intera esedra era una vasca, chiusa all'estremità nord da un basso muro. Nell'ultimo quarto del IV secolo il ninfeo fu restaurato (opus vittatum). Le pareti e il pavimento erano decorati con marmo. |                                                |            |
| IV,IV    | NE: cardine massimo N: via del Tempio rotondo O: via di Iside e area non scavata SE: passaggio interno             | IV,IV,6     | Caseggiato                                      | Caseggiato con botteghe lungo la via del Tempio rotondo e lo spazio dietro il ninfeo e un appartamento a medianum aperto su corte interna. |                                                |            |
| IV,IV    | NE: cardine massimo N: via del Tempio rotondo O: via di Iside e area non scavata SE: passaggio interno             | IV,IV,7     | Domus di via del Tempio rotondo                 | Costruito durante il regno di Alessandro Severo (222-235 d.C.; opus latericium), nella prima metà del IV d.C. secolo divenne una domus. Durante un terremoto parte della facciata crollò e cadde su via del Tempio Rotondo, dove è ancora visibile. Le stanze sono disposte attorno a un cortile. Nella parte sud del cortile una scala con un muro di fondo absidato conduce a un pozzo, mentre nella parte nord del cortile c'era un ninfeo con due nicchie semicircolari. In una stanza a ovest c'è una grande abside, un'aggiunta successiva.. A sud del cortile c'è una grande stanza, forse una sala da pranzo che si affaccia su un peristilio. Almeno un piano superiore era utilizzato dagli abitanti, come testimoniano due scale. |                                                |            |
| IV,IV    | NE: cardine massimo N: via del Tempio rotondo O: via di Iside e area non scavata SE: passaggio interno             | IV,IV,8     | Terme bizantine                                 | Le cosiddette Terme bizantine furono costruite in quello che potrebbe essere stato il peristilio della Casa di Giove Tonante a est. L'edificio fu eretto intorno al 390-425 d.C. (opus latericium e vittatum). L'ingresso principale era su Via del Tempio Rotondo. da dove un lungo corridoio d'ingresso conduce a un grande frigidarium. Al centro del frigidarium ci sono basi per sei colonne e sul pavimento c'è un mosaico di grandi tessere, gialle, rosa e grigie, con alcuni motivi geometrici. A sud-ovest ci sono le stanze riscaldate, con molte absidi, che hanno pavimenti in marmo. |                                                |            |
| IV,IV    | NE: cardine massimo N: via del Tempio rotondo O: via di Iside e area non scavata SE: passaggio interno             | IV,IV,9     | Caseggiato con viridario                        | La Casa con viridario, il giardino romano, in realtà è parte di quello che sembra essere stato un peristilio dietro la Casa della Nicchia a mosaico e la Casa di Giove Tonante (opus reticulatum; augusteo?). L'edificio ha preso il nome da un cortile piuttosto lungo che potrebbe aver contenuto un giardino. È fiancheggiato da un portico con pilastri in mattoni e semicolonne. A nord-est si trovano numerose stanze costruite in opus reticulatum. Nella parte posteriore dell'edificio è stato trovato un mosaico bianco e nero della prima metà del terzo secolo; vi sono raffigurati animali marini e Aktaion mutilato dai cani dopo aver spiato Diana. |                                                |            |
| IV,V     | E: via del Pomerio e via di Iside NO: decumano massimo SO: angiporto delle Taberne finestrate SE: area non scavata | IV,V,1      | Taberne dei Pescivendoli                        | Le Botteghe dei Pescivendoli furono installate sul Decumano Massimo, nel portico nord del Macellum (IV,V,2), il mercato centrale per pesce, carne e verdura. Sono un'aggiunta della prima metà del III secolo d.C. (opus vittatum). Si trovano in uno degli incroci più trafficati di Ostia, il Crocevia del Castrum. Dall'altra parte della strada ci sono altre pescherie, nella Casa del Mosaico del Porto (I,XIV,2). L'edificio fu scavato alla fine degli anni '20 e nel 1938. Ci sono due botteghe, a ovest e a est del corridoio d'ingresso del Macellum; al centro di entrambe le stanze c'è un tavolo di marmo e contro la parete di fondo una vasca per i pesci rivestita di marmo, che sostiene piccole colonne. Nella bottega orientale c'è un mosaico bianco e nero, con motivi marini: un tritone e un delfino con un polipo nel becco. | Bancone e vasca                                |            |
| IV,V     | E: via del Pomerio e via di Iside NO: decumano massimo SO: angiporto delle Taberne finestrate SE: area non scavata | IV,V,2      | Macellum                                        | Il Macellum, un mercato centrale per pesce, carne e verdura, fu scavato nel 1938 e restaurato nel 1942. L'edificio è dominato da un cortile, a cui vi si accedeva direttamente da via del Pomerio a est, attraverso due ingressi larghi due metri anche da nord, dal Decumano, dove si trovava un ingresso monumentale, formato da un portico con due colonne di granito. Nel portico settentrionale si trovavano le Botteghe dei Pescivendoli (IV,V,1). | Area del Macellum                              |            |
| IV,V     | E: via del Pomerio e via di Iside NO: decumano massimo SO: angiporto delle Taberne finestrate SE: area non scavata | IV,V,3      | Caseggiato                                      | Piccolo edificio a sud del Macellum risalente all'imperium di Marco Aurelio (161-180 d.C.). Nella parte sud-orientale ci sono due stanze che potrebbero essere state delle botteghe, mentre in quella centrale c'è un piccolo cortile con una vasca addossato a una delle pareti. A sud ci sono due stanze e nell'angolo sud-occidentale c'è una stanza stretta completamente riempita da una vasca. |                                                |            |
| IV,V     | E: via del Pomerio e via di Iside NO: decumano massimo SO: angiporto delle Taberne finestrate SE: area non scavata | IV,V,4      | Caseggiato del Sacello                          | Un po' a sud del Macellum, all'estremità occidentale di Via del Tempio Rotondo, si trova la piccola Casa del Sacello, risalente al periodo di Commodo, che deve il nome ad una sala di culto (area di circa 6,5 metri quadrati) eretta nel cortile. Sotto i resti del soffitto crollato sono stati trovati, è stata trovata una statua in terracotta di una divinità femminile in trono, forse la dea Fortuna. |                                                |            |
| IV,V     | E: via del Pomerio e via di Iside NO: decumano massimo SO: angiporto delle Taberne finestrate SE: area non scavata | IV,V,5      | Caseggiato                                      | Eretto in epoca adriane, si ipotizza che fosse uno stabilimento commerciale con una scala che conduceva agli appartamenti superiori. L'ingresso alla quarta stanza da nord è fiancheggiato da colonne in mattoni gialli incastrati in una facciata in mattoni rossi, il che fa supporre che fosse un vestibolo dello spazio retrostante, dove in seguito furono costruite piccole terme (IV,V,6). |                                                |            |
| IV,V     | E: via del Pomerio e via di Iside NO: decumano massimo SO: angiporto delle Taberne finestrate SE: area non scavata | IV,V, 6     | Terme                                           | Queste piccole terme furono erette dietro l'edificio commerciale IV,V,5, lungo via di Iside in età antonina. |                                                |            |
| IV,V     | E: via del Pomerio e via di Iside NO: decumano massimo SO: angiporto delle Taberne finestrate SE: area non scavata | IV,V,7      | Taberne                                         | Edificio con ambienti a destinazione commerciale, al di sotto dei quali è stato trovato l'atrio di una domus repubblicana, il cui peristilio divenne in seguito il cortile della domus. Colonne in mattoni e travertino nella parte nord e sud del cortile appartengono alla domus originaria. | Taberna costruita sopra domus repubblicana     |            |
| IV,V     | E: via del Pomerio e via di Iside NO: decumano massimo SO: angiporto delle Taberne finestrate SE: area non scavata | IV,V,8      | Domus dell'Aquila                               | La Domus dell'Aquila prende il nome dal mosaico bianco e nero con vasi negli angoli, vegetazione, animali selvatici che attaccano i cervi, figure nude e al centro un'aquila che si trova in quella che probabilmente era una stanza da letto, che conserva ancora pareti con dipinti. Sui pannelli si possono vedere un pavone, uccelli, un cesto con frutta, arbusti e fiori. Un altro dei sette ambienti di cui si compomne la domus, presenta sul pavimento un mosaico bianco e nero con motivi vegetali e una testa di Medusa. | Dipinti parietali                              |            |
| IV,V     | E: via del Pomerio e via di Iside NO: decumano massimo SO: angiporto delle Taberne finestrate SE: area non scavata | IV,V,9      | Caseggiato del Dioniso                          | Alla fine del II secolo d.C. furono installate quattro piccole stanze nell'angolo nord-est del Cortile di Dioniso, una delle quali conserva il mosaico bianco e nero che ha dato il nome all'edificio. Nei quattro angoli del mosaico ci sono figure dionisiache, con al centro c'è il giovane Dioniso, su un carro trainato da tigri. | Dettaglio del mosaico                          |            |
| IV,V     | E: via del Pomerio e via di Iside NO: decumano massimo SO: angiporto delle Taberne finestrate SE: area non scavata | IV,V,10-11  | Terme delle Sei colonne                         | A sud del Decumano occidentale e a est della Schola di Traiano si trovano le Terme delle Sei Colonne. Nelle terme sono state riconosciute diverse fasi di costruzione della prima metà del II secolo d.C. Qui fu trovato un recipiente di bronzo contenente 35 monete d'argento, la maggior parte delle quali risaliva al periodo repubblicano (197 a.C. - 70 d.C.). Lungo il Decumano si trovano botteghe traianee (opus mixtum). Una scala conduceva agli appartamenti sopra le botteghe. Una popina si trovava nella bottega a ovest del corridoio d'ingresso che conduceva alle terme, e nell'angolo sud della stanza c'era una latrina. Il corridoio d'ingresso tra le taberne conduceva al cortile dei bagni, al cui centro ci sono le sei colonne che hanno dato il nome all'edificio. Il cortile sostituisce la palestra. A sud-est c'è il bagno freddo, frigidarium, e a sud-ovest ci sono le stanze riscaldate. |                                                |            |
| IV,V     | E: via del Pomerio e via di Iside NO: decumano massimo SO: angiporto delle Taberne finestrate SE: area non scavata | IV,V,12     | Horrea                                          | Magazzino con sei ambienti ai lati di un corridoio centrale, accessibile da sud. |                                                |            |
| IV,V     | E: via del Pomerio e via di Iside NO: decumano massimo SO: angiporto delle Taberne finestrate SE: area non scavata | IV,V,13     | Mitreo delle Sette Porte                        | Il mitreo prende il nome dal mosaico pavimentale, che si trova tra i podi. Si tratta di un mosaico a tessere bianche e neredove nella parte inferiore sono raffigurate sette porte. Le sette porte sono un riferimento alle sette sfere planetarie attraverso cui passavano le anime degli iniziati; la settima porta è colorata d'oro e appartiene al Sole. | Mitreo                                         |            |
| IV,V     | E: via del Pomerio e via di Iside NO: decumano massimo SO: angiporto delle Taberne finestrate SE: area non scavata | IV,V,14     | Caseggiato                                      | Edificio con sale pilastrate e ambienti ai lati di un passaggio verso il magazzino a nord. |                                                |            |
| IV,V     | E: via del Pomerio e via di Iside NO: decumano massimo SO: angiporto delle Taberne finestrate SE: area non scavata | IV,V,15     | Schola del Traiano                              | L'edificio che presentava una facciata monumentale davanti ad un ampio giardino interno, risalente al II secolo d.C., è stato interpretato come la sede collegiale dei fabri navales, i costruttori di navi. | Ingresso all'edificio                          |            |
| IV,V     | E: via del Pomerio e via di Iside NO: decumano massimo SO: angiporto delle Taberne finestrate SE: area non scavata | IV,V,16     | Casa a peristilio                               | Domus a peristilio precedente alla schola del Traiano, insieme alla casa dei Bucrani. |                                                |            |
| IV,V     | E: via del Pomerio e via di Iside NO: decumano massimo SO: angiporto delle Taberne finestrate SE: area non scavata | IV,V,17     | Caseggiato                                      | Edificio con cortile a pilastri in laterizio scavato solo parzialmente. |                                                |            |
| IV,V     | E: via del Pomerio e via di Iside NO: decumano massimo SO: angiporto delle Taberne finestrate SE: area non scavata | IV,V,18     | Caseggiato delle Taberne finestrate             | Caseggiato con una fila di taberne; quelle centrali avavano l'ingresso e l'uscita contrassegnati da archi in mattoni, accompagnati da grandi finestre, che sono state interpretate come vetrine. Al piano superiore si trovavano degli appartamenti. | Facciata sul decumano massimo                  |            |
| IV,VI    | NE: angiporto delle Taberne finestrate NO: decumano massimo SO: limite interno SE: area non scavata                | IV,VI,1     | Caseggiato                                      | Edificio con ambienti e botteghe ai due lati di un passaggio centrale aperto sul decumano massimo. |                                                |            |
| IV,VII   | NE: limite interno NO: decumano massimo SO: mura del I secolo a.C. SE: area non scavata                            | IV,VII,1-2  | Portico e caseggiato della Fontana con lucerna  | Il portico prende il nome da una fontana in marmo di fronte a una scalinata al centro dell'isolato. La fontana è composta da una vasca con una piccola colonna al centro, la cui sommità imita una lampada a olio; ha sette beccucci per gli stoppini, ma dalle aperture usciva l'acqua. Nell'edificio c'erano tre termopoli, identificati grazie ai resti dei banconi utilizzati per servire la clientela. | Portico e caseggiato della Fontana con lucerna |            |
| IV,VII   | NE: limite interno NO: decumano massimo SO: mura del I secolo a.C. SE: area non scavata                            | IV,VII,3    | Caseggiato                                      | Caseggiato con portico lungo il decumano massimo solo parzialmente scavato. |                                                |            |
| IV,VII   | NE: limite interno NO: decumano massimo SO: mura del I secolo a.C. SE: area non scavata                            | IV,VII,4    | Caupona di Alexander e Helix                    | La caupona, assimilabile adun moderno albergo, prende il nome da un mosaico in cui sono rappresentati due uomini che si chiamavano appunto Alexander e Helix. L'ingresso principale era dal Decumano, da nord-ovest. Questo ingresso oggi non può essere utilizzato, perché la strada è stata ricostruita a un livello più antico e più basso. Ci sono ingressi secondari nel muro nord-est e sud-ovest. Al centro della stanza c'è una vasca con una mensola a un'estremità, il che suggerisce che fosse una fontana. Nell'angolo nord c'è il bancone con una doppia vasca, e dietro di questo ci sono un focolare e tre mensole a gradini. Nell'angolo ovest c'è una struttura non identificata, forse un piccolo santuario. | Mosaico di Alexander e Helix                   |            |
| IV,VII   | NE: limite interno NO: decumano massimo SO: mura del I secolo a.C. SE: area non scavata                            | IV,VII,5    | Caseggiato                                      | Fila di ambienti addossati alle mura cittadine e aperti sulla via interna della Caupona di Alexander. |                                                |            |
| IV,VIII  | NE: mura cittadine NO: decumano massimo SO: via di Cartilio Poplicola SE: area non scavata                         | IV,VIII,1   | Foro di Porta Marina                            | Il Foro della Porta Marina (44 x 39,5 m.) si trova appena fuori l'omonima porta della città, a est del Decumano e direttamente a sud delle mura della città. Un triplice ingresso si trova sul Decumano. Il passaggio centrale è decorato con due colonne di marmo. Su tre lati la piazza è circondata da un colonnato con un pavimento di marmo bianco (alcune colonne mancanti sono state oggi sostituite da cipressi). Al centro delle pareti laterali perimetrali ci sono piccole stanze rettangolari. Al centro della parete di fondo c'è una grande stanza con una parete di fondo leggermente curva. Il pavimento era decorato con marmo policromo, per la maggior parte rimosso nell'antichità. Pilastri di rinforzo secondari negli angoli sostenevano una volta a crociera. | Foro                                           |            |
| IV,VIII  | NE: mura cittadine NO: decumano massimo SO: via di Cartilio Poplicola SE: area non scavata                         | IV,VIII,2   | Cisterna                                        | In età adrianea, contro il muro esterno posteriore del Foro di Porta Marina (IV,VIII,1), fu costruita un'enorme cisterna. Questa era collegata tramite un breve arco alla cinta muraria della città, che portava un ramo dell'acquedotto. All'interno, una fila di pilastri sosteneva le volte. Furono costruiti contrafforti esterni per resistere alla pressione dell'acqua. Sul lato nord-est si trova una scalinata. Le misure interne sono 5,50 x 13 m, e la capacità potrebbe essere stata di circa 215.000 litri. Si sono conservati diversi fori con tubi in terracotta attraverso i quali l'acqua veniva distribuita. |                                                |            |
| IV,VIII  | NE: mura cittadine NO: decumano massimo SO: via di Cartilio Poplicola SE: area non scavata                         | IV,VIII,3   | Santuario della Bona Dea                        | Di questo Santuario, scavato negli anni 1938-1942, fu trovata solo la parte inferiore delle mura, perché l'edificio fu raso al suolo nella tarda antichità. La Bona Dea o Buona Dea era una divinità della fertilità e della salute, sia per le persone che per la terra, che di solito è raffigurata come una matrona seduta, che tiene in mano un serpente e una cornucopia.Solo le donne adoravano la dea. I riti segreti si svolgevano all'inizio di dicembre, guidati dalla moglie di un magistrato, durante i quali veniva poi sacrificata una scrofa femmina e vino, con accompagnamento di musica e danze. La fase edilizia più antica (opus reticulatum e latericium) è stata datata alla prima metà del I secolo d.C. Il santuario (33,20 x 17,35) era costituito da alcune stnze, con un tempietto a sud-ovest di queste, e un cortile con portico a est e a sud del tempio. Il complesso era circondato da un alto muro. | Santuario                                      |            |
| IV,VIII  | NE: mura cittadine NO: decumano massimo SO: via di Cartilio Poplicola SE: area non scavata                         | IV,VIII,4   | Ninfeo                                          | Il ninfeo si trova sulla facciata nord-occidentale del Santuario della Bona Dea. Realizzato nell'ultimo quarto del III secolo d.C. si compone di una vasca curva rivestita all'esterno da blocchi di travertino con una grondaia e fori per una grata. Non è chiaro se si trattasse di un vero ninfeo con nicchie o di una semplice vasca o trogolo. | Ninfeo                                         |            |
| IV,VIII  | NE: mura cittadine NO: decumano massimo SO: via di Cartilio Poplicola SE: area non scavata                         | IV,VIII,5   | Taberne                                         | Fila di botteghe affacciate su un portico lungo via di Cartilio Poplicola. |                                                |            |
| IV,VIII  | NE: mura cittadine NO: decumano massimo SO: via di Cartilio Poplicola SE: area non scavata                         | IV,VIII,6   | Abitazione                                      | Pccolo edificio con ambienti intorno ad un cortile, forse di abitazione. |                                                |            |
| IV,IX    | NE: via di Cartilio Poplicola NO: decumano massimo SO: via Severiana SE: via della Marciana                        | IV,IX,1     | Loggia di Cartilio Poplicola                    | Si ipotizza che si trattasse di una specie di piazza coperta. Prende il nome dalla adiacente tomba repubblicana. Il tetto era sostenuto da file di pilastri in mattoni, e nella parte posteriore c'è un piccolo cortile. | Loggia di Cartilio                             |            |
| IV,IX    | NE: via di Cartilio Poplicola NO: decumano massimo SO: via Severiana SE: via della Marciana                        | IV,IX,2     | Sepolcro di Cartilio Poplicola                  | La Tomba di Caio Cartilius Poplicola, un importante cittadino di Ostia nel primo secolo a.C., fu costruita negli anni 25-20 a.C. Come tutte le tombe, è situata fuori dalle mura della città, in questo caso fuori dalla Porta Marina, vicino all'antica riva del mare. La tomba, rivolta ad ovest, aveva una base quadrata con rivestimento in travertino, la parte anteriore superiore era decorata con marmo, i lati con travertino, mentre la parte posteriore aveva un semplice rivestimento in tufo. | Sepolcro                                       |            |
| IV,IX    | NE: via di Cartilio Poplicola NO: decumano massimo SO: via Severiana SE: via della Marciana                        | IV,IX,3     | Caseggiato                                      | Edificio con ampi ambienti solo parzialmente scavato. |                                                |            |
| IV,IX    | NE: via di Cartilio Poplicola NO: decumano massimo SO: via Severiana SE: via della Marciana                        | IV,IX,4     | Caseggiato                                      | Edificio con botteghe su via di Cartilio Poplicola e su via della Marciana e cortile interno con quattro ambienti sul fondo. |                                                |            |
| IV,IX    | NE: via di Cartilio Poplicola NO: decumano massimo SO: via Severiana SE: via della Marciana                        | IV,IX,5     | Caupona del dio Pan e Mitreo dei marmi colorati | In quella che era una caupona (osteria, bettola) del III sec. d.C. edificata fuori Porta Marina, che prende il nome da un mosaico che raffigura la lotta tra Eros e Pan, viene a installarsi, nel IV sec., un mitreo - l'unico extraurbano finora noto a Ostia - che trasforma completamente la destinazione d'uso dell'edificio. Gli studiosi che lo hanno riportato alla luce nel 2014 ritengono che possa essere l'ultimo mitreo edificato nell'Impero Romano. |                                                |            |
| IV,IX    | NE: via di Cartilio Poplicola NO: decumano massimo SO: via Severiana SE: via della Marciana                        | IV,IX,6     | Caseggiato delle due Scale                      | Il caseggiato è stato indagato nel 1938-1942, nel 1971 e nel 2010-2014. Si trova all'incrocio tra via della Marciana (a est) e via Severiana (a sud). Il caseggiato, in precedenza noto come Casa lungo Via della Marciana, ha ricevuto questo nome nel 2015 per la particolare disposizione planimetrica del piano terra, che presenta un grande corridoio est-ovest che divide l'edificio in due ali, con due scale che portano ai piani superiori. Le analisi hanno determinato che il caseggiato costruito nel II secolo d.C. è stato manutenuto almeno fino al V secolo d.C., e hanno documentato la presenza di affreschi e resti di graffiti alle pareti. |                                                |            |
| IV,IX    | NE: via di Cartilio Poplicola NO: decumano massimo SO: via Severiana SE: via della Marciana                        | IV,IX,6     | Terme dello Scheletro                           | Le Terme dello Scheletro sono un piccolo complesso termale costruito nell'angolo sud orientale del Caseggiato delle due scale, durante il IV secolo d.C. . |                                                |            |
| IV,IX    | NE: via di Cartilio Poplicola NO: decumano massimo SO: via Severiana SE: via della Marciana                        | IV,IX,7     | Terme del Sileno                                | Le Terme di Sileno sono state scoperte nel 2011 ed il nome deriva da un frammento di un fregio dionisiaco con maschere di Sileno e un Fauno. Le terme sono un grande complesso, datato al tardo periodo adrianeo che ha una serie di stanze su due assi principali. Nell'asse est-ovest è stato identificato il frigidarium, una grande piscina (natatio) con nicchie per statue e un ingresso monumentale. Due colonne di marmo con capitelli corinzi (trovate ancora sul posto, incorporate in pareti successive) decoravano l'ingresso sud. Nella stanza 8 è stato trovato un meraviglioso mosaico geometrico in bianco e nero. L'area riscaldata e la palestra non sono ancora state scavate. |                                                |            |
| IV,X     | NE: via di Cartilio Poplicola NO: via della Marciana SO: via Severiana SE: area non scavata                        | IV,X1-2     | Terme di Porta Marina                           | Grande complesso termale costruito in età traianea quasi sulla spiaggia. Il complesso si articolava su una grande coorte interna porticata che fungeva da palestra, che ne occupava la parte più settentrionale, e gli ambienti termali veri e propri nella parte meridionale, vicini alla spiaggia. Un mosaico a tessere bianche e nere con raffigurati degli atleti, ornava il pavimento degli spogliatoi, mentre un mosaico policromo decorava il frigidarium. | terme di porta marina ad ostia antica          |            |
| IV, XI   | lungo la via Severiana                                                                                             |             | Caseggiato                                      | Caseggiato non scavato lungo la via Severiana |                                                |            |
| IV, XII  | lungo la via Severiana                                                                                             |             | Caseggiato                                      | Caseggiato non scavato lungo la via Severiana |                                                |            |
| IV, XIII | lungo la via Severiana                                                                                             |             | Caseggiato                                      | Caseggiato non scavato lungo la via Severiana |                                                |            |
| IV, XIV  | lungo la via Severiana                                                                                             |             | Caseggiato                                      | Caseggiato non scavato lungo la via Severiana |                                                |            |
| IV,XV    | lungo la via Severiana                                                                                             | IV, XV, 2   | Terme di Musiciolo                              | Le Terme di Musiciolo si trovano all'estremo sud di Ostia, piuttosto isolate in un'area per lo più non scavata, a est delle Terme di Porta Marina e a ovest della Sinagoga, ed a nord della Via Severiana. Furono scavate nei primi anni '80. La muratura dell'edificio è in opus mixtum (Antonine), opus latericium (Severian) e opus vittatum (IV secolo). Le terme furono installate nella seconda fase. |                                                |            |
| IV,XVI   | lungo la via Severiana                                                                                             |             | Caseggiato                                      | Caseggiato non scavato lungo la via Severiana |                                                |            |
| IV,XVII  | lungo la via Severiana                                                                                             | IV,XVII,1   | Sinagoga                                        | La Sinagoga, una delle più antiche del Mediterraneo occidentale, è situata a una certa distanza a est delle Terme di Porta Marina, a sud della Via Severiana, vicino all'antica riva del mare. Fu scoperta nel 1961 e scavata da Maria Floriani Squarciapino. La fase più antica (opus mixtum) è stata in passato datata alla metà del I secolo d.C., ma le ultime ricerche stratigrafiche suggeriscono che l'edificio non sia più antico del periodo severiano. L'edificio fu ampiamente modificato nella seconda metà del IV o nella prima metà del V secolo. | Resti della Sinagoga                           |            |
| IV,XVII  | lungo la via Severiana                                                                                             | IV,XVII,2   | Caseggiato                                      | Caseggiato con un piccolo ninfeo al suo interno. |                                                |            |
| IV,XVII  | lungo la via Severiana                                                                                             |             | Villa suburbana                                 | Un'enorme villa suburbana ritrovata solo nel 2001, la cui facciata è lunga 125 metri. Offriva una splendida vista sul mare. È costituita da una stretta area rettangolare con un portico all'estremità sud ("Giardino-stadio"). All'estremità stretta orientale ci sono stanze con nicchie nella parete posteriore. Il piano terra aveva una decorazione relativamente semplice di dipinti e mosaici in bianco e nero. Il primo piano era decorato con marmo. Dietro queste stanze c'è un'enorme cisterna con tre scomparti. Nella parte centrale dell'edificio c'è un peristilio di circa 35 x 30 metri), circondato da muri con grandi finestre. Gli alloggi si trovano nella parte nord. |                                                |            |

### Annotazioni
1. ↑  A Decimo Flavio Floro Verano, ... armatore delle cinque corporazioni dei battellieri (lenuncularii) ostiensi, per tutti gli onori e i meriti che ha saputo guadagnarsi come membro delle cinque corporazioni delle regioni della Colonia Ostiense... . Le Regioni di Ostia antica, su ostiaantica.beniculturali.it. URL consultato il 20 marzo 2025.
2. ↑  Sono stati ritrovati frammenti di affreschi decorativi, uno a fondo giallo e un altro a fondo rosso, con decorazione a ghirlande e festoni, e di graffiti, tra i quali uno di un elmo di gladiatore e un altro di un viso di donna.[81]

### Riferimenti
1. ↑   Le Regioni di Ostia antica, su ostiaantica.beniculturali.it. URL consultato il 20 marzo 2025.
2. ↑  (EN) Topographical dictionary - regio II - clickable plan, su ostia-antica.org. URL consultato il 20 marzo 2025.
3. ↑   Strade ostiensi, su gisnadis.parcoarcheologicostiantica.it. URL consultato il 20 marzo 2025.
4. ↑  (EN) Regio IV - Insula I - Tempio della Magna Mater (IV,I,1), su ostia-antica.org. URL consultato il 9 dicembre 2024.
5. ↑  (EN) Regio IV - Insula I - Portico IV,I,2, su ostia-antica.org. URL consultato il 9 dicembre 2024.
6. ↑  (EN) Regio IV - Regio I - Santuario di Attis (IV,I,3), su ostia-antica.org. URL consultato il 9 dicembre 2024.
7. ↑  (EN) Regio IV - Insula I - Tempio di Bellona (IV,I,4), su ostia-antica.org. URL consultato il 9 dicembre 2024.
8. ↑  (EN) Regio IV - Insula I - Schola degli Hastiferi (IV,I,5), su ostia-antica.org. URL consultato il 10 dicembre 2024.
9. ↑  (EN) Regio IV - Insula I - Fossa sanguinis (IV,I,6), su ostia-antica.org. URL consultato il 10 dicembre 2024.
10. ↑  (EN) Regio IV - Insula I - Sacello IV,I,7, su ostia-antica.org. URL consultato il 10 dicembre 2024.
11. ↑  (EN) Regio IV - Insula I - Sacello IV,I,8, su ostia-antica.org. URL consultato il 10 dicembre 2024.
12. ↑  (EN) Regio IV - Insula I - Botteghe IV,I,9, su ostia-antica.org. URL consultato il 10 dicembre 2024.
13. ↑  (EN) Regio IV - Insula I - Edifici IV,I,10, su ostia-antica.org. URL consultato il 10 dicembre 2024.
14. ↑  (EN) Regio IV - Insula II - Terme del Faro (IV,II,1), su ostia-antica.org. URL consultato l'11 dicembre 2024.
15. ↑   Terme del Faro, su nadis.it. URL consultato l'11 dicembre 2024.
16. ↑  (EN) Regio IV - Insula II - Portico e Caseggiato dell'Ercole (IV,II,2-4), su ostia-antica.org. URL consultato l'11 dicembre 2024.
17. ↑  (EN) Regio IV - Insula II - Caseggiato IV,II,5, su ostia-antica.org. URL consultato l'11 dicembre 2024.
18. ↑  (EN) Regio IV - Insula II - Caupona del Pavone (IV,II,6), su ostia-antica.org. URL consultato l'11 dicembre 2024.
19. ↑   Il Thermopolium, su archeorome.com. URL consultato l'11 dicembre 2024.
20. ↑   Caupona del Pavone: disegno di parete dipinta., su nadis.it. URL consultato l'11 dicembre 2024.
21. ↑  (EN) Regio IV - Insula II - Edificio IV,II,7, su ostia-antica.org. URL consultato il 12 dicembre 2024.
22. ↑  (EN) Regio IV - Insula II - Edificio IV,II,8, su ostia-antica.org. URL consultato il 12 dicembre 2024.
23. 1 2  (EN) Regio IV - Insula II - Edifici IV,II,9-10 and 12-14, su ostia-antica.org. URL consultato il 12 dicembre 2024.
24. ↑  (EN) Regio IV - Insula II - Mitreo degli Animali (IV,II,11), su ostia-antica.org. URL consultato il 12 dicembre 2024.
25. 1 2 3   Ostia Antica, su romanoimpero.com. URL consultato il 20 ottobre 2024.
26. ↑  (EN) Regio IV - Insula III - Domus delle Colonne (IV,III,1), su ostia-antica.org. URL consultato il 13 dicembre 2024.
27. ↑  (EN) Regio IV - Insula III - Edificio IV,III,2, su ostia-antica.org. URL consultato il 13 dicembre 2024.
28. ↑  (EN) Regio IV - Insula III - Domus dei Pesci (IV,III,3), su ostia-antica.org. URL consultato il 13 dicembre 2024.
29. ↑  (EN) Regio IV - Insula III - Domus su Via della Caupona (IV,III,4), su ostia-antica.org. URL consultato il 13 dicembre 2024.
30. ↑  (EN) Regio IV - Insula III - Domus IV,III,5, su ostia-antica.org. URL consultato il 13 dicembre 2024.
31. ↑  Taddei, p. 30.
32. ↑  (EN) Regio IV - Insula IV - Ninfeo degli Eroti (IV,IV,1), su ostia-antica.org. URL consultato il 14 dicembre 2024.
33. ↑   Inventario #5528, su nadis.it. URL consultato il 6 novembre 2024.
34. ↑   Domus della Nicchia a Mosaico (Ostia, Italia), Reg. IV, Is. IV, la nicchia con la statua di Venere e pozzo, su dhc.aarome.org. URL consultato il 6 novembre 2024.
35. ↑  (EN) Regio IV - Insula IV - Domus delle Nicchia a Mosaico (IV,IV,2), su ostia-antica.org. URL consultato il 14 dicembre 2024.
36. ↑  Taddei, pp. 30–31.
37. ↑  (EN) Regio IV - Insula IV - Domus di Giove Fulminatore (IV,IV,3), su ostia-antica.org. URL consultato il 1º novembre 2024.
38. ↑  (EN) Regio IV - Insula IV - Forica IV,IV,4, su ostia-antica.org. URL consultato il 14 dicembre 2024.
39. ↑  (EN) Regio IV - Insula IV - Ninfeo IV,IV,5, su ostia-antica.org. URL consultato il 14 dicembre 2024.
40. ↑  (EN) Regio IV - Insula IV - Caseggiato IV,IV,6, su ostia-antica.org. URL consultato il 14 dicembre 2024.
41. ↑  (EN) Regio IV - Insula IV - Domus su Via del Tempio Rotondo (IV,IV,7), su ostia-antica.org. URL consultato il 14 dicembre 2024.
42. ↑  (EN) Regio IV - Insula IV - Terme Bizantine (IV,IV,8), su ostia-antica.org. URL consultato il 14 dicembre 2024.
43. ↑  (EN) Regio IV - Insula IV - Insula con Viridario (IV,IV,9), su ostia-antica.org. URL consultato il 14 dicembre 2024.
44. ↑  (EN) Regio IV - Insula V - Taberne dei Pescivendoli (IV,V,1), su ostia-antica.org. URL consultato il 15 dicembre 2024.
45. ↑  (EN) Regio IV - Insula V - Caseggiato IV,V,3, su ostia-antica.org. URL consultato il 15 dicembre 2024.
46. ↑  (EN) Regio IV - Insula V - Caseggiato del Sacello (IV,V,4), su ostia-antica.org. URL consultato il 15 dicembre 2024.
47. ↑  (EN) Regio IV - Insula V - Edificio IV,V,5, su ostia-antica.org. URL consultato il 15 dicembre 2024.
48. ↑  (EN) Regio IV - Insula V - Terme IV,V,6, su ostia-antica.org. URL consultato il 15 dicembre 2024.
49. ↑  (EN) Regio IV - Insula V - Edificio IV,V,7, su ostia-antica.org. URL consultato il 15 dicembre 2024.
50. ↑  (EN) Regio IV - Insula V - Domus dell'Aquila (IV,V,8), su ostia-antica.org. URL consultato il 16 dicembre 2024.
51. ↑  Taddei, pp. 22–23.
52. ↑  (EN) Regio IV - Insula V - Caseggiato del Dioniso (IV,V,9), su ostia-antica.org. URL consultato il 16 dicembre 2024.
53. ↑  (EN) Regio IV - Insula V - Terme delle Sei Colonne (IV,V,10-11), su ostia-antica.org. URL consultato il 16 dicembre 2024.
54. ↑   Terme delle Sei Colonne, su nadis.it. URL consultato il 16 dicembre 2024.
55. ↑  (EN) Regio IV - Insula V - Horrea IV,V,12, su ostia-antica.org. URL consultato il 16 dicembre 2024.
56. ↑  (EN) Regio IV - Insula V - Mitreo delle Sette Porte (IV,V,13), su ostia-antica.org. URL consultato il 16 dicembre 2024.
57. ↑  (EN) Regio IV - Insula V - Edificio IV,V,14, su ostia-antica.org. URL consultato il 16 dicembre 2024.
58. 1 2   Schola del Traiano, su ostiaantica.beniculturali.it. URL consultato il 16 dicembre 2024.
59. ↑  (EN) Regio IV - Insula V - Schola del Traiano (IV,V,15) and Domus IV,V,16, su ostia-antica.org. URL consultato il 16 dicembre 2024.
60. ↑  Taddei, p. 23.
61. ↑  (EN) Regio IV - Insula V - Edificio IV,V,17, su ostia-antica.org. URL consultato il 16 dicembre 2024.
62. ↑  (EN) Regio IV - Insula V - Caseggiato delle Taberne finestrate (IV,V,18), su ostia-antica.org. URL consultato il 16 dicembre 2024.
63. ↑  (EN) Regio IV - Insula VI - Caseggiato a botteghe (IV,VI,1), su ostia-antica.org. URL consultato il 17 dicembre 2024.
64. ↑  (EN) Regio IV - Insula VII - Portico and Caseggiato della Fontana con Lucerna (IV,VII,1-2), su ostia-antica.org. URL consultato il 17 dicembre 2024.
65. ↑  (EN) Regio IV - Insula VII - Caseggiato IV,VII,3, su ostia-antica.org. URL consultato il 17 dicembre 2024.
66. ↑  (EN) Regio IV - Insula VII - Caupona di Alexander e Helix (IV,VII,4), su ostia-antica.org. URL consultato il 17 dicembre 2024.
67. ↑  (EN) Regio IV - Insula VII - Caseggiato IV,VII,5, su ostia-antica.org. URL consultato il 17 dicembre 2024.
68. ↑  (EN) Regio IV - Insula VIII - Foro di Porta Marina (IV,VIII,1), su ostia-antica.org. URL consultato il 18 dicembre 2024.
69. ↑  (EN) Regio IV - Insula VIII - Cisterna IV,VIII,2, su ostia-antica.org. URL consultato il 18 dicembre 2024.
70. ↑  (EN) Regio IV - Insula VIII - Santuario della Bona Dea IV,VIII,3, su ostia-antica.org. URL consultato il 18 dicembre 2024.
71. ↑  (EN) Regio IV - Insula VIII - Ninfeo IV,VIII,4, su ostia-antica.org. URL consultato il 18 dicembre 2024.
72. ↑  (EN) Regio IV - Insula VIII - Edificio IV,VIII,5, su ostia-antica.org. URL consultato il 18 dicembre 2024.
73. ↑  (EN) Regio IV - Insula VIII - Edificio IV,VIII,6, su ostia-antica.org. URL consultato il 18 dicembre 2024.
74. ↑  (EN) Regio IV - Insula IX - Loggia di Cartilio Poplicola (IV,IX,1), su ostia-antica.org. URL consultato il 18 dicembre 2024.
75. ↑  (EN) Regio IV - Insula IX - Sepolcro di Cartilio Poplicola (IV,IX,2), su ostia-antica.org. URL consultato il 18 dicembre 2024.
76. ↑  (EN) Regio IV - Insula IX - Edificio IV,IX,3, su ostia-antica.org. URL consultato il 18 dicembre 2024.
77. ↑  (EN) Regio IV - Insula IX - Edificio IV,IX,4, su ostia-antica.org. URL consultato il 18 dicembre 2024.
78. ↑  David, par. 9.
79. ↑  (EN) Scheda sulla Caupona del dio Pan e sul mitreo dei Marmi Colorati, su ostia-antica.org. URL consultato il 6 novembre 2020.
80. ↑  David, par. 23.
81. 1 2   Massimiliano David, Stefano De Togni e Maria Stella Graziano, Pittura a Ostia tra I e IV sec. d.C.. Scavo, documentazione e restauro nel Progetto Ostia Marina, in Pareti dipinte. Dallo scavo alla valorizzazione, Edizioni Quasar, 2024,  pp. 117–126, ISBN 9788854914834. URL consultato il 28 marzo 2025.
82. 1 2  (EN) Regio IV - Insula IX - Caseggiato delle Due Scale and Terme dello Scheletro (IV,IX,6), su ostia-antica.org. URL consultato il 18 dicembre 2024.
83. ↑  (EN) Regio IV - Insula IX - Terme del Sileno (IV,IX,7), su ostia-antica.org. URL consultato il 18 dicembre 2024.
84. ↑   Terme di Porta Marina, su ostiaantica.beniculturali.it. URL consultato il 19 dicembre 2024.
85. ↑  (EN) Regio IV - Insula X - Terme di Porta Marina (IV,X,1-2), su ostia-antica.org. URL consultato il 19 dicembre 2024.
86. ↑  (EN) Regio IV - Insula XV - Terme di Musiciolus (IV,XV,2), su ostia-antica.org. URL consultato il 19 dicembre 2024.
87. ↑  (EN) Regio IV - Insula XVII - Sinagoga (IV,XVII,1), su ostia-antica.org. URL consultato il 19 dicembre 2024.
88. ↑   Sinagoga, su ostiaantica.beniculturali.it. URL consultato il 19 dicembre 2024.
89. ↑  (EN) Regio IV - Insula XVII - Edificio con Ninfeo (IV,XVII,2), su ostia-antica.org. URL consultato il 19 dicembre 2024.
90. ↑  (EN) Regio IV - Suburban villa, su ostia-antica.org. URL consultato il 29 maggio 2025.